# درشت‌سر شاخدار
درشت‌سر شاخدار (نام علمی: Macrocephalon maleo) نام یک گونه از تیره مرغ پابزرگ است.